# National Aviation Hall of Fame
 (octobre 2018).
Le National Aviation Hall of Fame (NAHF) est une organisation à but non lucratif fondée en 1962 à Dayton, en Ohio. Cette ville est connue pour être la ville d'origine des Orville et Wilbur Wright, pionniers de l'aviation.
L'organisation gère un musée, un centre d'apprentissage et une cérémonie annuelle de récompenses. Cette dernière s'est déroulée à Fort Worth, au Texas, en 2017.
La mission de l'organisation est « d'honorer les légendes aérospatiales pour inspirer les futurs leaders ».
Le National Aviation Hall of Fame est situé à côté du National Museum of the United States Air Force.

## Les légendes aérospatiales
La salle a intronisé les personnes suivantes, classées par ordre alphabétique, avec leur année d'intronisation entre parenthèses.
- Bert Acosta (2014)[1]
- Buzz Aldrin (2000)
- John R. Alison (2005)
- William McPherson Allen (1971)
- William Anders (2004)
- Bud Anderson (2008)
- Charles Alfred Anderson (2012)[2]
- Frank M. Andrews (1986)
- Harry George Armstrong (1998)
- Neil Alden Armstrong (1979)
- Henry Harley Arnold (1967)
- J. Leland Atwood (1984)
- Bernt Balchen (1973)
- Thomas Scott Baldwin (1964)
- Lincoln Beachey (1966)
- Alan LaVern Bean (2010)
- Olive Ann Beech (1981)
- Walter Herschel Beech (1977)
- Alexander Graham Bell (1965)
- Lawrence Dale Bell (1977)
- Giuseppe Mario Bellanca (1993)
- Vincent Hugo Bendix (1991)
- Guion Bluford (2019)
- William Edward Boeing (1966)
- Charles F. Bolden (2017)[3]
- Richard Bong (1986)
- Frank Borman (1982)
- Albert Boyd (1984)
- Gregory "Pappy" Boyington (2019)
- Walter J. Boyne (2007)
- Mark E. Bradley (1992)
- Patrick Henry Brady (2012)[2]
- George Scratchley Brown (1985)
- Clayton J. Brukner (1997)
- Richard Byrd (1968)
- Robert Cardenas (2015)[4]
- Marion E. Carl (2001)
- Eugene Cernan (2000)
- Scott Carpenter (2017)[3]
- Clyde Vernon Cessna (1978)
- Clarence Chamberlin (1976)
- Octave Chanute (1963)
- Claire Lee Chennault (1972)
- Jerrie Cobb (2012)
- Jacqueline Cochran (1971)
- Eileen Collins (2009)
- Michael Collins (1985)
- Bessie Coleman (2006)
- Harry B. Combs (1996)
- Charles Conrad (1980)
- Laurence Craigie (2000)
- Frederick C. Crawford (1993)
- Robert L. Crippen (2016)
- Scott Crossfield (1983)
- Alfred A. Cunningham (1965)
- R. Walter Cunningham (2018)[5]
- Glenn Hammond Curtiss (1964)
- John R. Dailey (2018)[5]
- William H. Dana (2018)[5]
- Herbert A. Dargue (1997)
- Benjamin O. Davis, Jr. (1994)
- George Everett "Bud" Day (2016)
- Alexander P. de Seversky (1970)
- James Harold Doolittle (1967)
- Donald Wills Douglas, Sr. (1969)
- Charles Stark Draper (1981)
- Charles Duke (2019)
- Ira Clarence Eaker (1970)
- Amelia Earhart (1968)
- Carl Benjamin Eielson (1985)
- Theodore G. Ellyson (1964)
- Eugene Burton Ely (1965)
- Joe H. Engle (2001)
- Frank K. Everest (1989)
- Sherman Mills Fairchild (1979)
- Keith Ferris (2012)
- Reuben H. Fleet (1975)
- Ronald R. Fogleman (2018)[5]
- Anthony Herman Gerard Fokker (1980)
- Henry Ford (1984)
- Joseph Jacob Foss (1984)
- Steve Fossett (2007)
- Benjamin Foulois (1963)
- Betty Skelton Frankman (2005)
- William John Frye (1992)
- Fitzhugh Fulton (1999)
- Francis Stanley Gabreski (1978)
- Dominic S. Gentile (1995)
- Hoot Gibson (2012)[2]
- Robert J. Gilliland (2017)[3]
- Robert R. Gilruth (1994)
- John Herschel Glenn (1976)
- George William Goddard (1976)
- Robert Hutchings Goddard (1966)
- Arthur Godfrey (1987)
- Barry Morris Goldwater (1982)
- Warren G. Grimes (2010)
- Virgil I. Grissom (1987)
- Robert Ellsworth Gross (1970)
- Leroy Randle Grumman (1972)
- Harry Frank Guggenheim (1971)
- Margaret Hamilton (2022)
- Robert N. Hartzell (2015)[4]
- Daniel J. Haughton (1987)
- Albert Francis Hegenberger (1976)
- Edward Henry Heinemann (1981)
- David Lee Hill (2006)
- Robert A. Hoover (1988)
- Howard Hughes (1973)
- David Sinton Ingalls (1983)
- Daniel James (1993)
- Elrey Borge Jeppesen (1990)
- Clarence Leonard Johnson (1974)
- Evelyn Bryan Johnson (2007)
- Alvin M. Johnston (1993)
- Thomas V. Jones (1992)
- Herbert D. Kelleher (2008)
- George Churchill Kenney (1971)
- Charles Franklin Kettering (1979)
- James Howard Kindelberger (1972)
- John and Martha King (2019)
- Joe W. Kittinger (1997)
- Alan and Dale Klapmeier (2014)[1]
- A. Roy Knabenshue (1965)
- William J. "Pete" Knight (1988)
- Christopher C. Kraft Jr. (2016)
- Gene Kranz (2015)[4]
- Hershel Clay Lacy (2010)
- Frank P. Lahm (1963)
- Samuel Pierpont Langley (1963)
- William Power Lear (1978)
- Curtis Emerson LeMay (1972)
- Anthony William LeVier (1978)
- Anne Morrow Lindbergh (1979)
- Charles Augustus Lindbergh (1967)
- Edwin Albert Link (1976)
- Allan H. Lockheed (1986)
- Grover Loening (1969)
- Nancy Harkness Love (2005)
- James Arthur Lovell (1998)
- Raoul Gervais Lufbery (1998)
- Frank Luke (1975)
- Paul B. MacCready (1991)
- John A. Macready (1968)
- Glenn Luther Martin (1966)
- David McCampbell (1996)
- James McDivitt (2014)[1]
- James Smith McDonnell (1977)
- Charles McGee (2011)
- Thomas McGuire (2000)
- John C. Meyer (1988)
- Russell W. Meyer, Jr. (2009)
- William "Billy" Mitchell (1966)
- Marc A. Mitscher (1988)
- William A. Moffett (2008)
- John J. Montgomery (1964)
- Thomas H. Moorer (1987)
- Sanford Alexander Moss (1976)
- Gerhard Neumann (1986)
- Ruth Rowland Nichols (1992)
- Carl L. Norden (1994)
- John Knudsen Northrop (1974)
- Robin Olds (2001)
- Clyde Edward Pangborn (1995)
- William Allan Patterson (1976)
- Frank Piasecki (2002)
- William Thomas Piper (1980)
- Harold Frederick Pitcairn (1995)
- Paul Howard Poberezny (1999)
- Thomas Paul Poberezny (2016)
- Wiley Hardeman Post (1969)
- Harriet Quimby (2004)
- Albert Cushing Read (1965)
- Robert Campbell Reeve (1965)
- Frederick Brant Rentschler (1982)
- Ben Rich (2005)
- Holden Chester Richardson (1978)
- Edward Vernon Rickenbacker (1965)
- Sally Ride (2007)
- Jack Ridley (2004)
- Cliff Robertson (2006)
- Calbraith Perry Rodgers (1964)
- Will Rogers (1977)
- Robert A. Rushworth (1990)
- Burt Rutan (1995)
- Dick Rutan (2002)
- T. Claude Ryan (1974)
- Walter M. Schirra (1986)
- Bernard Adolf Schriever (1980)
- Thomas Selfridge (1965)
- Alan Shepard (1977)
- Igor Ivan Sikorsky (1968)
- Abe Silverstein (2015)[4]
- Robert Forman Six (1980)
- Donald K. Slayton (1996)
- C. R. Smith (1974)
- Frederick W. Smith (2007)
- Carl Andrew Spaatz (1967)
- Elmer Ambrose Sperry (1973)
- Lawrence Burst Sperry (1981)
- Thomas P. Stafford (1997)
- Robert M. Stanley (1990)
- John Paul Stapp (1985)
- Lloyd Stearman (1989)
- James Stewart (2009)
- Katherine Stinson (2019)
- James Stockdale (2002)
- Charles Edward Taylor (1965)
- Louise Thaden (1999)
- Lowell Thomas (1992)
- Paul W. Tibbets (1996)
- John Henry Towers (1966)
- Juan Terry Trippe (1970)
- Sean D. Tucker (2008)
- Roscoe Turner (1975)
- Nathan Farragut Twining (1976)
- Albert Lee Ueltschi (2001)
- Hoyt S. Vandenberg (1991)
- Wernher von Braun (1982)
- Theodore von Kármán (1983)
- Hans P. von Ohain (1990)
- Chance M. Vought (1989)
- Leigh Wade (1974)
- Patty Wagstaff (2004)
- Henry W. Walden (1964)
- Dwane Wallace (2012)[2]
- Emily Warner (2014)[1]
- Edward White (2009)
- Robert M. White (2006)
- Frank Whittle (2017)[3]
- Noel Wien (2010)
- Sam Barlow Williams (1998)
- Thornton Arnold Wilson (1983)
- Steve Wittman (2014)[1]
- Collett Everman Woolman (1994)
- Orville and Wilbur Wright (1962)
- Charles Elwood Yeager (1973)
- John W. Young (1988)
- Hubert Zemke (2002)